# Гинзбург, Рахиль Соломоновна

Надгробный памятник Рахиль Гинзбург на II Аллее почётного захоронения в Баку

Рахиль Соломоновна Гинзбург (азерб. Rahilə Solomonovna Ginzburq; 1 июня 1920, Баку — 6 декабря 1995, там же) — азербайджанская и советская актриса Бакинского русского драматического театра. Народная артистка Азербайджанской ССР (1964).

## Биография
Рахиль Гинзбург родилась 1 июня 1920 году в Баку в семье руководителя одного из бакинских нефтяных промыслов Соломона Гинзбурга. В 1937 году поступила на актерский факультет Бакинского театрального техникума (с 1945 года — Театральный институт). Будучи студенткой техникума, 18 летняя Рахиль познакомилась с молодым режиссёром Театра юного зрителя Заслуженным деятелем искусств Азербайджанской ССР Магеррамом Ашумовым. В этом же 1938 году Магеррам отправляет сватов в дом Гинзбург. В это время Гинзбург вместе с родителями жила на пятом этаже «Дома специалистов» на Первомайской улице (ныне — улица Диляры Алиевой).
У Магеррама и Рахиль родилась дочь Тамилла, ставшая позднее заслуженным журналистом Азербайджана и работающая на телевидении. В 1943 году Рахиль Гинзбург окончила техникум и начала играть на сцене Русского драматического театра. В 1949 году её супруг Магеррам Ашумов был назначен директором и режиссёром этого театра. Тем не менее Рахиль ни разу не сыграла ни одной главной роли в постановках Ашумова.
Пик творчества Гинзбург наметился в 60-х годах XX века. В 1964 году актрисе было присвоено звание Народной артистки Азербайджанской ССР.
Скончалась актриса 6 декабря 1995 года в Баку. Похоронена на II Аллее почётного захоронения в Баку.

## Роли в театре
- «Бешеные деньги» Александра Островского (Лидия).
- «Враги» Самеда Вургуна (Гюльнар).
- «Горе от ума» Александра Грибоедова (Софья).
- «Иркутская история» Алексея Арбузова (Валька).
- «Коварство и любовь» Фридриха Шиллера (Луиза).
- «Такая любовь» Павла Когоута (главная роль).
- «Двое на качелях» Уильяма Гибсона (главная роль).
- «Мария Стюарт» Фридриха Шиллера (главная роль).
- «Маскарад» Михаила Лермонтова (Нина).
- «Пигмалион» Бернарда Шоу (Элиза).
- «Старые друзья» Леонида Малюгина (Тоня).
- «104 страницы про любовь» Эдварда Радзинского (Наташа).
- «Таланты и поклонники» Александра Островского (Негина).
- «Три сестры» Антона Чехова (Ирина).
- «Униженные и оскорбленные» Фёдора Достоевского (Нелли).
- «Фархад и Ширин» Самеда Вургуна (Ширин).